# パベル・レベデフ＝ラストチキン

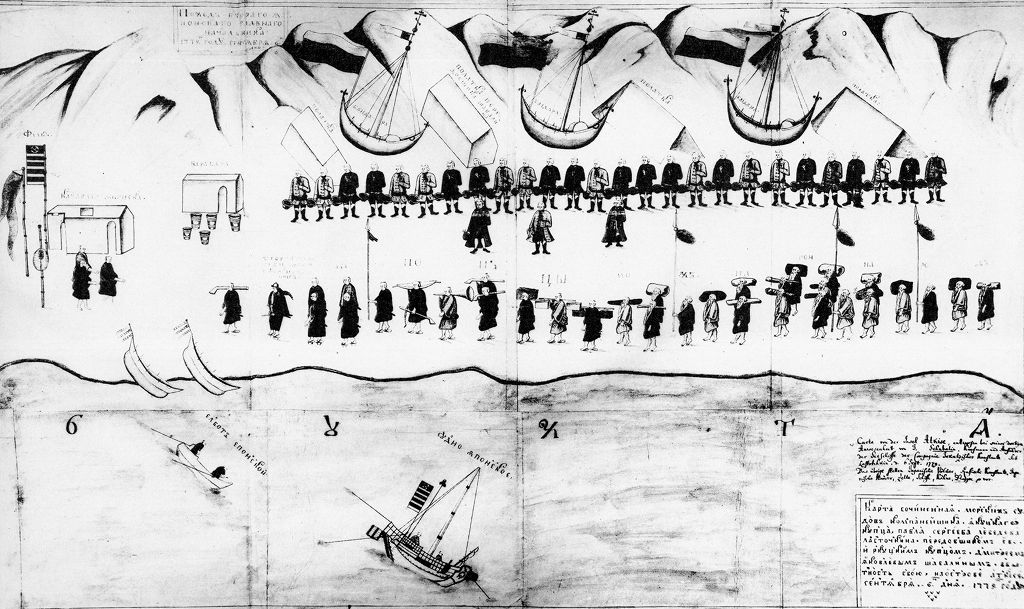
1778年、厚岸にエカチェリーナ2世の勅書を携えた、シャバリンとアンチーピンが来訪した。

パベル・セルゲイビッチ・レベデフ＝ラストチキン（ロシア語：Павел Сергеевич Лебедев-Ласточкин、ラテン文字表記：Pavel Sergeyevich Lebedev-Lastochkin）は、18世紀後半のロシア帝国ヤクーツクの商人。鎖国中の日本と接触した最初のロシア人の一人である。

## 来歴
ロシア政府は、日本を開国させるにあたり、正式な使節や軍隊を送るより安くつくという点で、個人的な商人の活動に期待していた。
ラストチキンは日本の商品または蝦夷地の毛皮の交易により利益を出そうとした。最初の遠征は、オホーツク海で船が転覆し、完全な失敗に終わった。しかしながら、彼はグリゴリー・シェリホフと共に、千島列島における独占交易権を得た。計画は探検隊およびおよそ40人の入植者と共にウルップ島に向かうというものであった。彼らはウルップ近くに小さな入植地を作り、アイヌ人を説得して日本に案内してもらうことにした。1775年の夏にウルップに到着したものの、嵐で船が沈んでしまい、2回目の遠征も失敗した。
ラストチキンはそれでも諦めず、3回目の遠征では数隻の予備の船を用意した。1778年、国後島のアイヌの長ツキノエの案内で、ラストチキンの部下のドミトリー・シャバリンとシベリア貴族のイワン・アンチーピンが厚岸に上陸し、遠征隊は松前藩士に会うことに成功した。彼らは松前藩主に贈り物をして交易を求めたが、松前藩ではそのような判断はできず、幕府に相談の必要があるため、来年もう一度来るようにと言い渡された。翌年再度訪問したが、藩主の松前道広は幕府にロシア人来航を告げず、独断で蝦夷地での交易を拒否した。ラストチキンの贈り物は返却され、貿易を求めるなら長崎に行くようにと言われたが、長崎はロシアからは遠くて不便なことは明らかであった。ラストチキンはウルップに戻り、次の手を考えることにした。
2年後、大きな地震による津波が起こり、ウルップのロシア船は内陸に打ち上げられてしまった。この出来事のため、ラストチキンは日本との交易を諦めた。しかし失敗にもかかわらず、日本を開国させるという試みにおいて、ラストチキンは接触した最初のヨーロッパ人（オランダ人以外）の一人である

## 参考
- McDougall, Walter (1993). "Let the Sea Make a Noise: Four Hundred Years of Cataclysm, Conquest, War and Folly in the North Pacific." New York: Avon Books. ISBN 978-0380724673